# Godflesh
I Godflesh sono un gruppo industrial metal di Birmingham, Inghilterra. Formatosi nel 1988 da Justin Broadrick (voce, chitarra, e programming) e G. C. Green (basso, batteria), il gruppo si sciolse nel 2002. L'innovativo stile musicale dei Godflesh è da molti considerato come una delle influenze fondamentali per l'industrial metal e il post-metal. Nel 2009, il gruppo ha pubblicamente reso nota la propria intenzione di riformarsi nel 2010.

## Storia del gruppo

### Formazione (1988)
Nel 1982, Green fondò i Fall of Because (prendendo spunto da una canzone dei Killing Joke) con Paul Neville. Justin Broadrick, allora chitarrista dei Napalm Death, prese parte a questo progetto musicale verso la metà del 1985 come batterista e cantante. Tuttavia la sua permanenza durò fino al 1987. In tempi successivi, Justin Broadrick si occupò degli Head of David per parecchi anni. Fallito anche questo progetto, nel 1988, contattò Green con l'intenzione di riformare i Fall of Because. Justin decise quindi di imbracciare le chitarre e di compensare alla mancanza di una batteria con una drum machine. Tale progetto musicale si trasformò nei Godflesh.

### Carriera (1989 - 2001)
I Godflesh divennero una delle band più seminali e influenti della musica underground grazie ad album come Streetcleaner e Pure, che dimostrarono in tutto e per tutto l'essenza della produzione lo-fi in territori musicali estremi. Un breve contatto con la Columbia Records nel 1994 per la pubblicazione di Selfless e dell'EP Merciless, vide la band coinvolta in una produzione musicale di un alto livello, decisamente maggiore rispetto ai precedenti. Nel 1996 i Godflesh pubblicarono Songs of Love and Hate, che per la prima volta vede la presenza di Bryan Mantia (Guns N' Roses, Primus, Praxis) alla batteria. Il disco successivo, Us and Them, uscito nel 1999, vide la band dirigersi verso uno sperimentalismo elettronico, orientato soprattutto verso un suono drum and bass, con la presenza di chitarre giocanti un ruolo di minor spessore. Nel 2001 i Godflesh pubblicarono il doppio album retrospettivo In All Languages. Nel medesimo anno la band pubblicò del nuovo materiale, ossia l'ultimo lavoro finora realizzato, Hymns, che vide la partecipazione di un batterista effettivo, Ted Parsons (ex-componente di Swans e Prong), e la band ritornare a un sound più vicino alla pesantezza e all'aggressività degli esordi, seppur in maniera meno eclettica e sperimentale, ma pur sempre imbevuto di sonorità elettroniche e hip hop.

### Scioglimento (2002)
Green lasciò la band verso la fine del 2001. Venne annunciato che Green sarebbe stato rimpiazzato dal bassista di Killing Joke e Prong Paul Raven. Tuttavia, proprio in questo periodo, Justin Broadrick fu vittima di un collasso nervoso in seguito alla rottura con una sua compagna dopo quasi tredici anni di relazione, poco dopo aver concluso il tour negli Stati Uniti. Broadrick ricorda questo evento come "un vero momento alla Brian Wilson" e affermò: "mi sentì paralizzato dallo stress, che sicuramente stavo coltivando da mesi, non riuscivo letteralmente ad alzarmi dal letto la mattina. Ero come intorpidito e non avevo nemmeno intenzione di partire, tant'è che quando mi vennero a prendere in macchina per condurmi all'aeroporto, scappai via e mi rifugiai a casa di un mio amico a Birmingham."
I tour annullati causarono ancor più problemi a Justin Broadrick, avendo assunto intere compagnie di viaggio per spostarsi e chiamato gruppi come High on Fire e Halo come supporter di apertura dal vivo: il leader della band si trovò a fronteggiare problematiche di non poca entità economica. "Avevo addirittura ricevuto minacce di morte da parte delle compagnie di bus di Los Angeles," affermò Broadrick. "Ho bruciato quasi più di $35,000, i quali non possedevo in tutto e per tutto. Ero agli sgoccioli e fui costretto anche a vendere la mia casa e usare invano tutto il poco rimasto a disposizione delle carte di credito. Praticamente non ho fatto quasi nulla per ben quattro mesi, se non bere pesantemente." Su un poster di promozione del primo EP degli Jesu Heart Ache, vi è un sottotitolo che dice "Godflesh is dead, long life to Jesu."
Broadrick rese pubblica questa dichiarazione sullo scioglimento dei Godflesh:

### Riunione (2009)
Nel novembre del 2009, venne ufficialmente annunciata una riunione per un'esibizione confermata all'edizione del 2010 dell'Hellfest Summer Open Air (a Clisson, in Francia).
In un'intervista risalente al mese di febbraio del 2010, Broadrick rispose che "i Godflesh non faranno altro all'infuori di una performance all'Hellfest. Non ho alcuna certezza di dove andremo un domani, e soprattutto se ci muoveremo." Egli ha tuttavia anche fatto presente che non si esclude la possibilità di un nuovo materiale.
I Godflesh si sono esibiti all'edizione del 2010 del Supersonic Festival a Birmingham, in Regno Unito, il 23 ottobre, insieme agli Swans. Hanno inoltre confermato che per l'edizione del 2011 del Roadburn Festival a Tilburg, nei Paesi Bassi, eseguiranno dal vivo il primo album Steetcleaner interamente.
Nel dicembre del 2010, Broadrick affermò sul magazine Decibel che la band sta lentamente unendo e mettendo in pratica tutte le idee per un nuovo album di studio. Più precisamente spiegò:

## Stile musicale
Traendo ispirazione dai pionieri del power electronics, Whitehouse, dai noise-rockers Swans, dall'inventore della musica ambient Brian Eno e dalla concittadina heavy metal band Black Sabbath, Godflesh sono annoverati tra i pionieri dell'industrial metal.
I Godflesh sono noti per la loro particolare mistura tra ritmi drum machine, chitarre ronzanti e distorte, e un basso potente ed intermittente. Nei primi lavori, i ritmi, i sintetizzatori e i campionamenti venivano spesso accreditati alla cosiddette "macchine". Successivamente, i Godflesh fecero uso di batteristi umani, tra cui Bryan Mantia e Ted Parsons. Il loro stile sinistro, lento e ripetitivo è comunemente descritto come "apocalittico". La musica dei Godflesh è stata da qualche critico descritta come "i Cure dell'era di Pornography sotto l'effetto del metaqualone".
La voce di Broadrick è generalmente gutturale, simile alla tecnica del death grunt, senza per questo disdegnare parti melodiche come in "I Wasn't Born to Follow", nell'album del 1992 Pure. I loro testi sono tersi, criptici, oscuri e spesso contraddittori. Paranoia, martirio, odio, corruzione, società e misantropia sono alcuni dei temi presenti nella musica e nelle copertine dei lavori dei Godflesh.
Broadrick si è inoltre ispirato a Leonard Cohen; entrambi gli artisti hanno pubblicato due album chiamati Songs of Love and Hate. Nella canzone "Mothra" (da Pure), i Godflesh hanno preso una parte, che recita "Your pain is no credential here / It's just the shadow of my wound", dalla canzone "Avalanche", dal già precedentemente menzionato album di Cohen.

## Eredità
I Godflesh sono stati citati come influenza da parte di Korn, Metallica, Danzig, Faith No More, Fear Factory, Converge, Isis, Pitchshifter, e Ministry, tra molti altri. A Justin Broadrick fu chiesto dai Danzig e dai Faith No More di entrare a far parte di queste band come componente fisso, ma Broadrick ha rifiutato tali proposte per focalizzarsi sui Godflesh.

## Discografia

### Album in studio
- 1989 - Streetcleaner (Earache)
- 1992 - Pure (Earache)
- 1994 - Selfless (Earache)
- 1996 - Songs of Love and Hate (Earache)
- 1999 - Us and Them (Earache)
- 2001 - Hymns (Music for Nations)
- 2014 - A World Lit Only by Fire (Avalanche Recordings)
- 2017 - Post Self (Avalanche Recordings)
- 2023 - Purge (Avalanche Recordings)

### EP
- 1988 - Godflesh (Earache)
- 1991 - Slavestate (Earache)
- 1991 - Slavestate Remixes (Earache)
- 1991 - Cold World (Earache)
- 1994 - Merciless (Earache)
- 2000 - Messiah (Earache)
- 2014 - Decline & Fall (Avalanche Recordings)

### Album dal vivo
- 2017 – Streetcleaner: Live at Roadburn 2011 (Avalanche Recordings)

### Album di Remix
- 1997 - Love and Hate in Dub (Earache)

### Raccolte
- 1996 - Selfless/Merciless (Earache)
- 1996 - Slateman/Cold World (Earache)
- 2001 - In All Languages (Earache)

### Singoli
- Loopflesh con i Loop